# Thelo Aasgaard
Thelonious Gerard Aasgaard (* 2. Mai 2002 in Liverpool, England) ist ein norwegisch-englischer Fußballspieler.
Der offensive Mittelfeldspieler, der auch als zentraler Mittelfeldspieler oder als linker Außenstürmer eingesetzt werden kann, steht in Schottland bei den Glasgow Rangers unter Vertrag. Zudem ist der norwegisch-britische Doppelstaatsbürger auch norwegischer A-Nationalspieler, nachdem er zuvor bereits für die Nachwuchsnationalmannschaften der Norweger spielte.

## Karriere im Vereinsfußball

### Wigan Athletic
Thelo Aasgaard, Sohn eines norwegischen Vaters und einer französischen Mutter, ist in England geboren und aufgewachsen. Er spielte bis 2016 in der Akademie des FC Liverpool, bevor er zu Wigan Athletic wechselte. Am 20. Oktober 2020 gab er im Alter von 18 Jahren bei der 0:1-Niederlage in der League One, der dritthöchsten englischen Spielklasse, gegen Peterborough United sein Profidebüt. Gleich in seiner ersten Saison kam er zu 33 Einsätzen, wo er zwei Tore vorbereitete und drei weitere Treffer selbst erzielte, wurde jedoch des Öfteren nur eingewechselt. In der darauffolgenden Saison wurde Aasgaard in nur fünf Spielen eingesetzt, im dritten Jahr kam er dann im Punktspielbetrieb zu 41 Einsätzen (eine Vorlage, drei Tore), war jedoch auch hier oft nur Einwechselspieler. In der Saison 2023/24 war Thelo Aasgaard dann spätestens ab Januar 2024 Stammspieler, wobei er abwechselnd als offensiver Mittelfeldspieler oder als linker Außenstürmer eingesetzt wurde. Er blieb noch ein halbes Jahr bei den „Letics“, ehe er im Wintertransferfenster der Saison 2024/25 einen Vereinswechsel vollzog.

### Über Luton Town zu den Glasgow Rangers
Aasgaard wechselte zu Luton Town in die Championship, der zweithöchsten Spielklasse. Dort wurde er auf verschiedenen Positionen im Mittelfeld oder als linker Außenstürmer eingesetzt. Er gab dabei eine Vorlage und schoss zwei Treffer selbst, jedoch war der Verein ab dem 28. Spieltag auf einem Abstiegsplatz und stieg schließlich auf dem 22. Tabellenplatz in die League One ab.
Er wechselte daraufhin nach Schottland zu den Glasgow Rangers. Bei den „Gers“ setzte er seine Unterschrift unter einem Vierjahresvertrag.

## Nationalmannschaft
Thelo Aasgaard, der sowohl für die französischen als auch für die englischen Auswahlmannschaften spielberechtigt gewesen wäre, kam für die norwegischen Nachwuchsnationalmannschaften in den Altersklassen U16, U20 und U21 zum Einsatz, ehe er am 22. März 2025 beim 5:0-Sieg im EM-Qualifikationsspiel in Chisinau gegen Moldau für die A-Nationalmannschaft der Skandinavier debütierte und in der 38. Minute das Tor zum 3:0 schoss.